# Siberische Trakt

Het verloop van de Sibirische Trakt in de 18e eeuw (groen) en aan het begin van de 19e eeuw (rood)

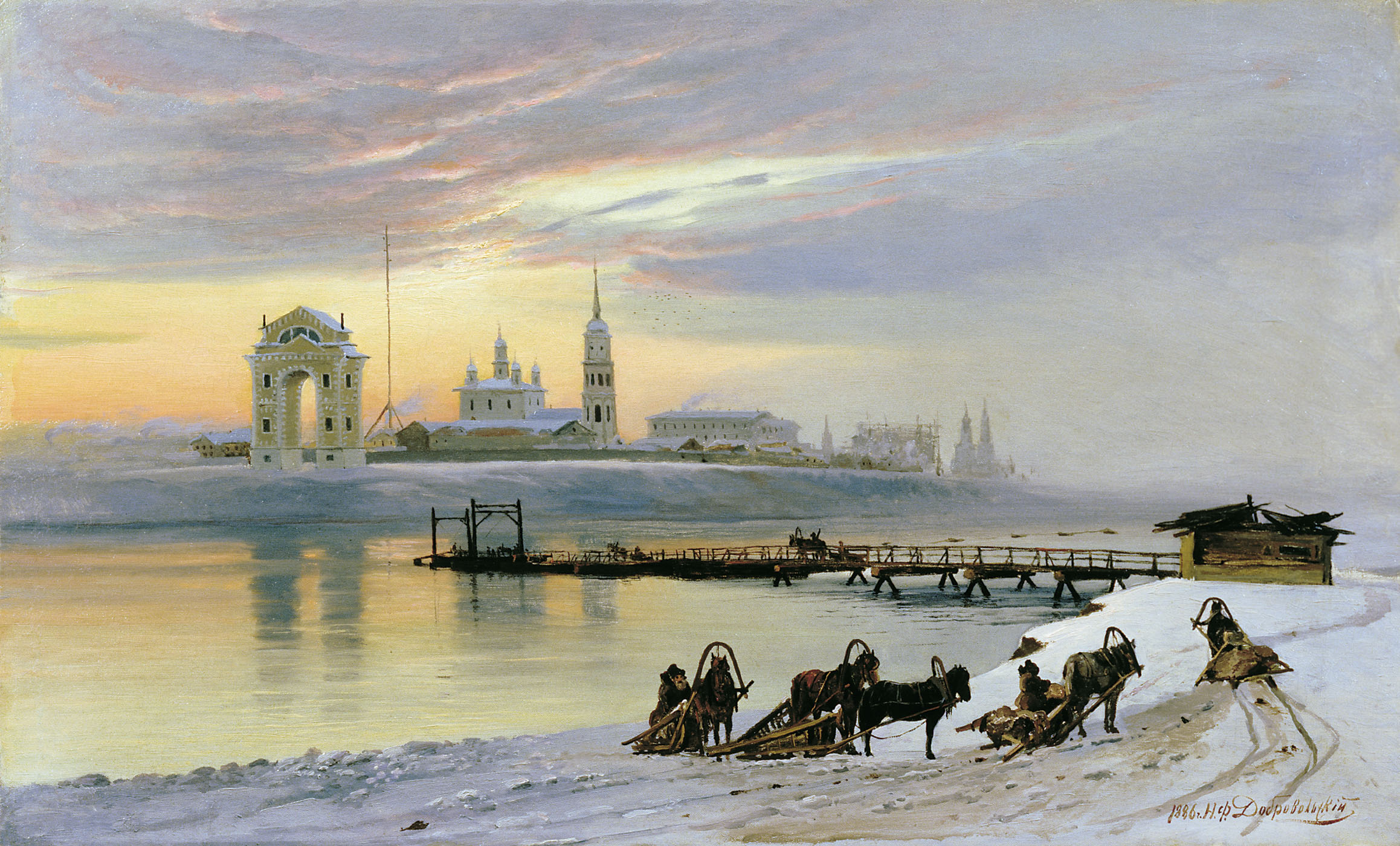
Oversteek van de angara bij Irkoetsk (Nikolaj Dobrovolski, 1886)

De Siberische Trakt (Russisch: Сибирский тракт), ook wel Moskouse Trakt, Moskou-Irkoetsk Trakt, Moskou-Siberische Trakt, Grote Siberische Trakt of Lange Trakt genoemd, is een oude leger- en handelsweg door Europees Rusland en  Siberië die eindigt bij Kjachta aan de grens met het huidige Mongolië. Het woord 'trakt' betekent "weg". De historische Nederlandse benaming is Grote Siberische Postweg.
In november 1689 werd per tsaristische oekaze en enkele maanden na het met China gesloten verdrag van Nertsjinsk bepaald dat er een weg zou worden aangelegd naar Siberië. De bouw begon echter pas in 1730, enkele jaren na het sluiten van het verdrag van Kjachta in 1727. De bepalingen van dit verdrag maakten een aanzienlijke groei van de handel tussen Rusland en China mogelijk, die een betere route noodzakelijk maakte. De weg werd echter pas midden 19e eeuw voltooid, maar was toen wel een van de langste wegen ter wereld. In gebieden zonder wegen vond het vervoer veelal plaats via de waterwegen. De weg was belangrijk voor de ontwikkeling van Siberische en Verre-Oosterse steden als Tomsk en Vladivostok, die hierdoor beter bereikbaar waren. Vooral toen het Russisch lijfeigenschap werd afgeschaft in 1861, kwam via de trakt een grote migratiestroom op gang van de nieuwe vrije boeren op zoek naar hun fortuin in het oosten. De markt van Irbit werd mede door de Siberische Trakt de grootste markt van Siberië.
Over de trakt werden gemiddeld 20.000 mensen, 18.000 gevangenen en meer dan 50.000 ton (handels)waar per jaar vervoerd. De meesten moesten de afstand lopen. Voor boeren (horigen) was het zelfs verboden om eroverheen te rijden. Voor de gevangenen waren om de 20 tot 30 kilometer houten cellen, om daar de nacht door te kunnen brengen. Groepen van 100 tot 200 (soms tot 500) man waren heel gewoon. Ze liepen geboeid aan de enkels achter elkaar de lange tocht naar de verbanningsoorden en werkkampen. Als gevangenen ontsnapten tijdens de tocht, pakten de bewakers soms gewoon boeren op die langs de weg liepen en namen deze gevangen, waardoor veel boeren bang waren om langs de weg te lopen. Bij het passeren van de obelisk in de Oeral die de grens aangeeft tussen Europa en Azië bij Pervo-oeralsk -zo werd gezegd- namen gevangenen een stukje aarde mee als aandenken aan hun geliefde Rusland. Siberië werd namelijk tot in de 20e eeuw gezien als een verbanningsoord, een kolonie, die niet het "echte" Rusland was. Vele bekende Russen werden over deze weg vervoerd naar hun verbanningsoorden.

## Route
De trakt begon in Moskou en liep vanaf daar via Moerom, Kozmodemjansk, Kazan, Osoe, Perm en Koengoer over de Oeral naar Jekaterinenburg en vandaar verder via Irbit, Tjoemen, Tobolsk, Taroe, Kainsk, Kolyvan, Tomsk, Jenisejsk, Irkoetsk, Verchneoedinsk en Nertsjinsk naar Kjachta aan de grens met het toenmalige China. Begin 19e eeuw werd de weg gedeeltelijk naar het zuiden verlegd; vanaf Tjoemen liep de trakt toen via Jaloetorovsk, Isjim, Omsk, Tomsk, Atsjinsk, Krasnojarsk naar Irkoetsk en vanaf daar verder over de oorspronkelijke route. Aan het einde van de 19e eeuw werd de trakt langzaamaan ongeschikt voor het vervoer, door de opkomst van de trein. Nadat Jevgeni Bogdanovitsj de eerste plannen daartoe had gemaakt, werd toen begonnen met de aanleg van de Trans-Siberische spoorlijn, die daarop de belangrijkste vervoersroute werd.
In Tomsk zijn er nog steeds twee wegen die doen herinneren aan de Siberische Trakt; de "Irkoetskse Trakt" naar het oosten en de "Moskouse Trakt" naar het westen. De huidige Trans-Siberische weg kan worden gezien als de opvolger van de Siberische Trakt.